# Celin
Celin – wieś w Polsce położona w województwie lubelskim, w powiecie krasnostawskim, w gminie Żółkiewka.
| SIMC    | Nazwa   | Rodzaj    |
| ------- | ------- | --------- |
| 0907237 | Dębinka | część wsi |

W latach 1975–1998 miejscowość administracyjnie należała do województwa zamojskiego.
Wieś stanowi sołectwo gminy Żółkiewka. Według Narodowego Spisu Powszechnego (III 2011 r.) wieś liczyła 96 mieszkańców.